# 1731
Перша наукова революція •  Глухівський період в історії Гетьманщини •  Російська імперія

## Геополітична ситуація
Османську імперію очолює Махмуд I (до 1754). Під владою османського султана перебувають Близький Схід та Єгипет, Середземноморське узбережжя Північної Африки, частина Закавказзя, значні території в Європі: Греція, Болгарія і Сербія. Васалами османів є Волощина та Молдова.
Священна Римська імперія охоплює, крім німецьких земель, Угорщину з Хорватією, Трансильванію, Богемію, північ Італії, Австрійські Нідерланди. Її імператор — Карл VI Габсбург (до 1740). Король Пруссії — Фрідріх-Вільгельм I (до 1740).
На передові позиції в Європі вийшла Франція, якою править Людовик XV (до 1774). Франція має колонії в Північній Америці та Індії.
Король Іспанії — Філіп V з династії Бурбонів (до 1746). Королівству Іспанія належать південь Італії, Нова Іспанія, Нова Гранада та Віцекоролівство Перу в Америці, Філіппіни. Королем Португалії є Жуан V (до 1750). Португалія має володіння в Бразилії, в Африці, в Індії, в Індійському океані й Індонезії.
Північ Нідерландів займає Республіка Об'єднаних провінцій. Вона має колонії в Північній Америці, Індонезії, на Формозі та на Цейлоні. Великою Британією править Георг II (до 1760). Британія має колонії в Північній Америці, на Карибах та в Індії. Король Данії та Норвегії — Крістіан VI (до 1746), на шведському троні сидить Фредерік I (до 1751). На Апеннінському півострові незалежні Венеціанська республіка та Папська область. у Речі Посполитій королює Август II Сильний (до 1733). На троні Російської імперії сидить Анна Іванівна (до 1740).
Україну розділено по Дніпру між Річчю Посполитою та Російською імперією. Гетьман Лівобережної України — Данило Апостол. Пристановищем козаків є Олешківська Січ. Існує Кримське ханство, якому підвладна Ногайська орда.
В Ірані правлять Сефевіди.
Значними державами Індостану є Імперія Великих Моголів, Імперія Маратха. В Китаї править Династія Цін. У Японії триває період Едо.

## Події

### В Україні
- Завершилося генеральне слідство про маєтності.
- Почалося спорудження української лінії укріплень.
- Засновано село Базниківка, Бережанський район, Тернопільська область.

### У світі
- У Відні підписано угоду про утворення союзу між Великою Британією Священною Римською імперією Іспанією та Республікою Об'єднаних провінцій.
- Британському торговцю Роберту Дженкінсу іспанська берегова служба відрубала вухо, що стало приводом до майбутньої війни між Великою Британією та Іспанією, яка отримала назву війна за вухо Дженкінса.
- Зазнало поразки повстання індіанців натчез у Луїзіані.
- Засновано Шведську Ост-Індійську компанію.
- Великі держави вирішили, що Тоскана повинна дістатися дону Карлосу, герцогу Парми, сину короля Іспанії Філіпа V.

### Наука та культура
- Побачив світ роман абата Прево «Манон Леско».
- Джон Бевіс уперше спостерігав Крабовидну туманність.
- Відкрито острів Гоф в Атлантиці.
- Вручено першу медаль Коплі. Лауреатом став Стівен Грей, який роком раніше виявив властивість деяких тіл проводити електрику.
- Для визначення широти почали використовувати секстант.

## Народились
див. також Категорія:Народились 1731
- 10 жовтня — Генрі Кавендіш, англійський фізик і хімік

## Померли
див. також Категорія:Померли 1731